# Виньёль
Виньё́ль (фр. Vigneulles) — коммуна во французском департаменте Мёрт и Мозель региона Лотарингия. Относится к  кантону Байон.	

## География
Виньёль расположен в 19 км к юго-востоку от Нанси на краю Саффе-Ферьерского плато. Соседние коммуны: Розьер-о-Салин на севере, Дамлевьер на востоке, Барбонвиль и Шармуа на юго-востоке, Оссонвиль на юге, Саффе и Феррьер на западе.

## История

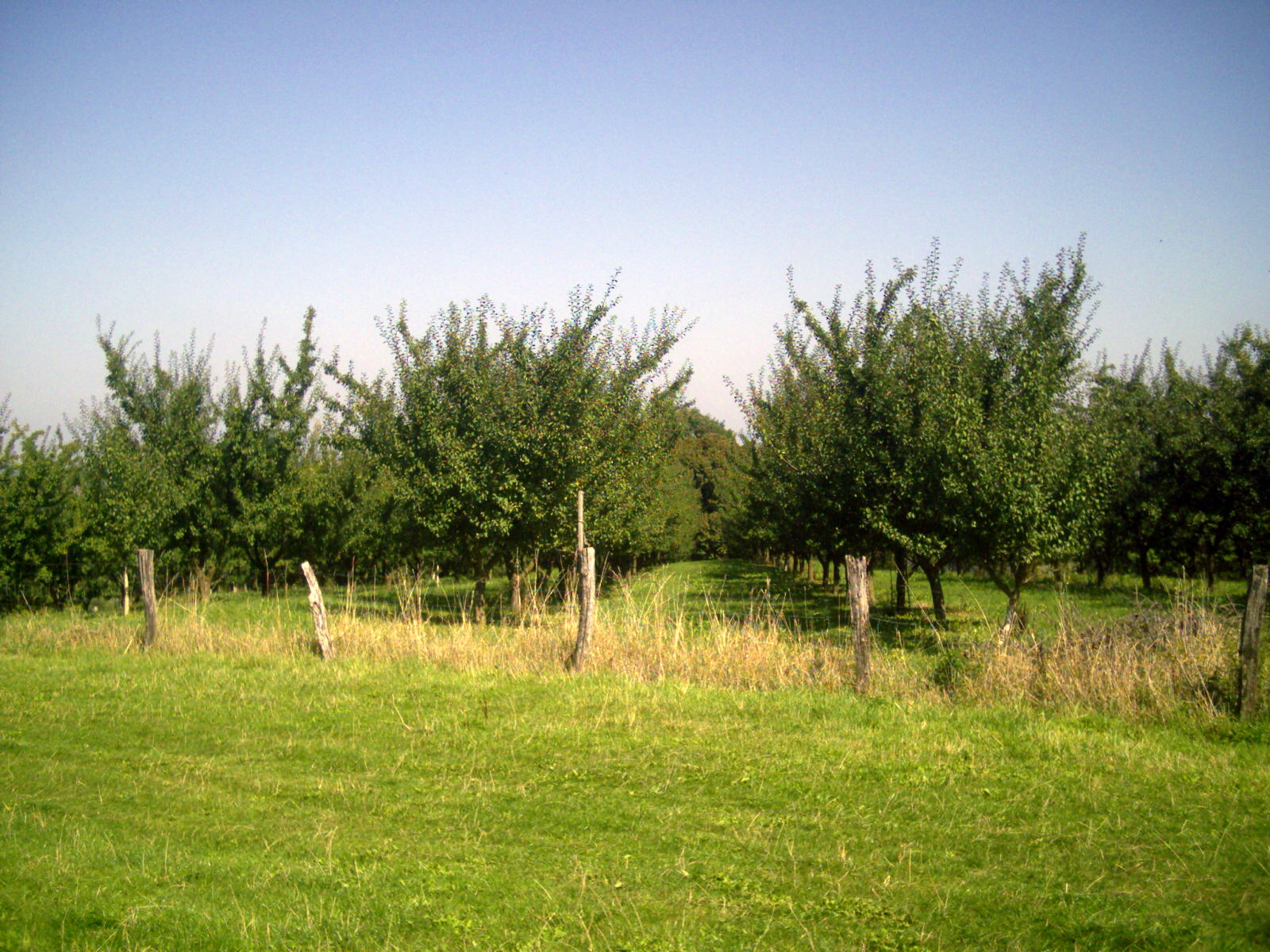
Мирабелевые сады в Виньёле.

- На территории коммуны обнаружены следы галло-романской культуры.
- Вплоть до начала XX века деревня занималась в основном выращиванием мирабели и виноделием.
- Во время Первой мировой войны Виньёль был базой снабжения и отдыха для артиллерийских батарей французской армии.
- Во время  Второй мировой войны многие молодые сельчане входили в группу Сопротивления Группа Лотарингия 42 (GL42).

## Демография
Население коммуны на 2010 год составляло 273 человека.
| 1962 | 1968 | 1975 | 1982 | 1990 | 1999 | 2010 |
| ---- | ---- | ---- | ---- | ---- | ---- | ---- |
| 146  | 154  | 142  | 203  | 228  | 209  | 273  |

## Достопримечательности

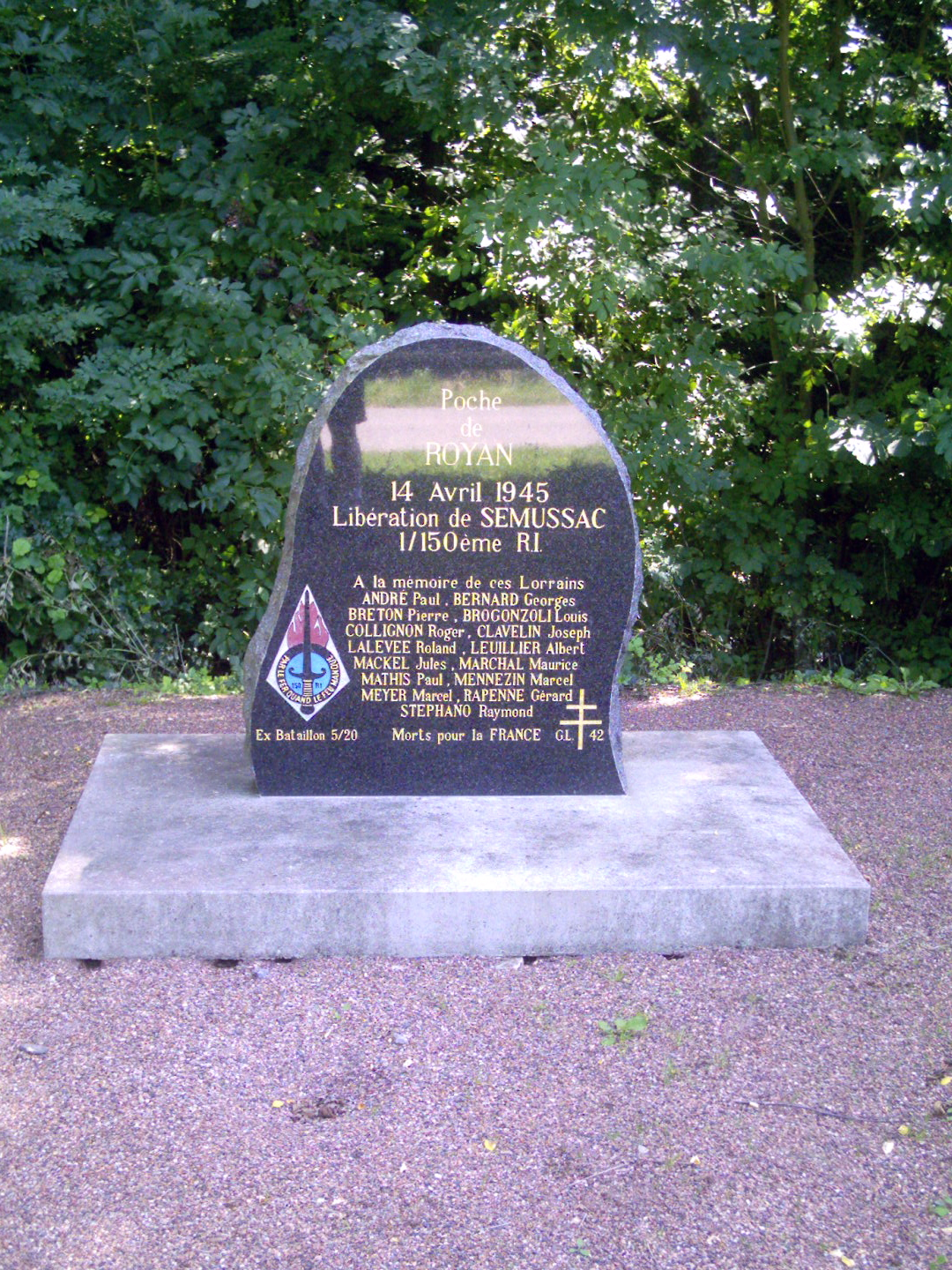
Монумент участникам «Группа Лотарингия 42», входящим в Сопротивление.

- Развалины церкви 1545 года постройки.
- Церковь Сен-Блез в неоготическом стиле XIX века.
- Монумент участникам Сопротивления во время Второй мировой войны («Группа Лотарингия 42»).
- «Лавуар» (прачечная).